# Мосьциська-Дуже
Мосьциська-Дуже (пол. Mościska Duże) — село в Польщі, у гміні Радошиці Конецького повіту Свентокшиського воєводства.
Населення — 361 особа (2011).
У 1975-1998 роках село належало до Келецького воєводства.

## Демографія
Демографічна структура на день 31 березня 2011 року:
|          | Загалом | Допрацездатний вік | Працездатний вік | Постпрацездатний вік |
| -------- | ------- | ------------------ | ---------------- | -------------------- |
| Чоловіки | 178     | 32                 | 131              | 15                   |
| Жінки    | 183     | 48                 | 95               | 40                   |
| Разом    | 361     | 80                 | 226              | 55                   |